# Саскачеван (река)

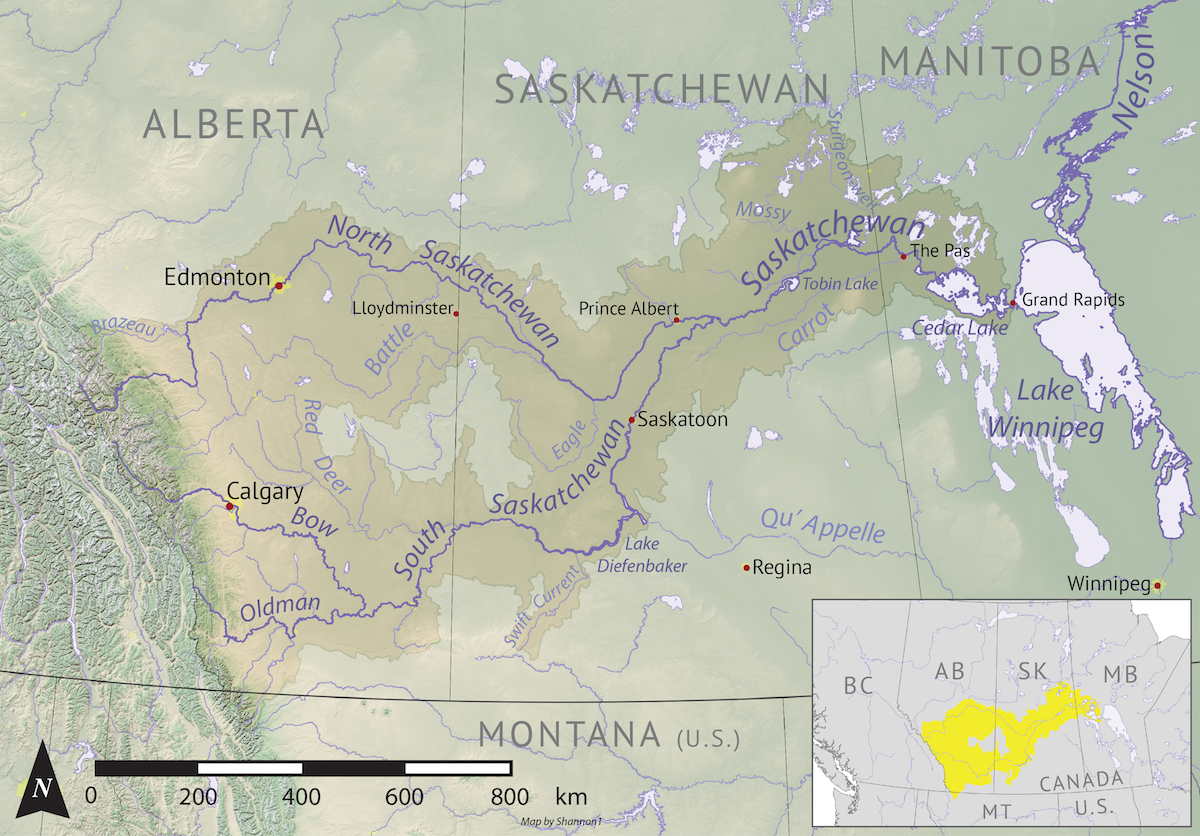
Бассейн реки Саскачеван

Саска́чеван (англ. Saskatchewan) — крупная река на юге Канады, длина около 550 км, течёт через провинции Саскачеван и Манитоба; впадает в озеро Виннипег. Имеет притоки Норт-Саскачеван и Саут-Саскачеван, берущие начало в Скалистых горах в провинции Альберта. На реке построены три гидроэлектростанции, две на озере Тобин, одна в районе города Нипавин.
Саскачеван и её притоки образуют один из самых больших бассейнов в Северной Америке. Бассейн включает часть штата Монтана в США, часть канадской провинции Манитоба и большую часть провинций Саскачеван и Альберта. В бассейне реки живёт около трёх миллионов человек.
Река, как и провинция Саскачеван, берёт своё название из языка индейцев племени кри — kisiskāciwani-sīpiy, что означает «быстрая река». В 1690 году служащий Компании Гудзонова залива Генри Келси первым из европейцев увидел Саскачеван, а в следующем году прошёл вверх по течению от устья в озере Виннипег. Таким образом Келси оказался и первым европейцем, побывавшем в канадских прериях. В 1741 году экспедиция Ла-Верандри[уточнить] побывала на Саут-Саскачеване, а уже в 1774 году Мэтью Кокинг и Самюэль Хирн учредили первую факторию на озере Камберленд.
В 2012 году реки Саскачеван и Саут-Саскачеван номинированы на включение в Список охраняемых рек Канады.